# Brigada 19 Infanterie (1916-1918)
Brigada 19 Infanterie a fost o mare unitate de nivel tactic, care s-a constituit la 14/27 august 1916, prin mobilizarea unităților și subunităților existente la pace aparținând de Brigada 19 Infanterie din armata permanentă. Din compunerea brigăzii făceau parte Regimentul 23 Infanterie și Regimentul 39 Infanterie. Brigada a făcut parte din organica Divizia 10 Infanterie, fiind dislocată la pace în garnizoana Călărași.:p. 106
La intrarea în război, Brigada 19 Infanterie a fost comandată de colonelul Nicolae Mihăescu. Brigada 19 Infanterie a participat la acțiunile militare pe frontul românesc, pe toată perioada războiului, între 14/27 august 1916 - 28 ocotmbrie/11 noiembrie 1918.